# Колібрі-сильф довгохвостий
Колі́брі-си́льф довгохвостий (Aglaiocercus coelestis) — вид серпокрильцеподібних птахів родини колібрієвих (Trochilidae). Мешкає в Колумбії і Еквадорі.

## Опис

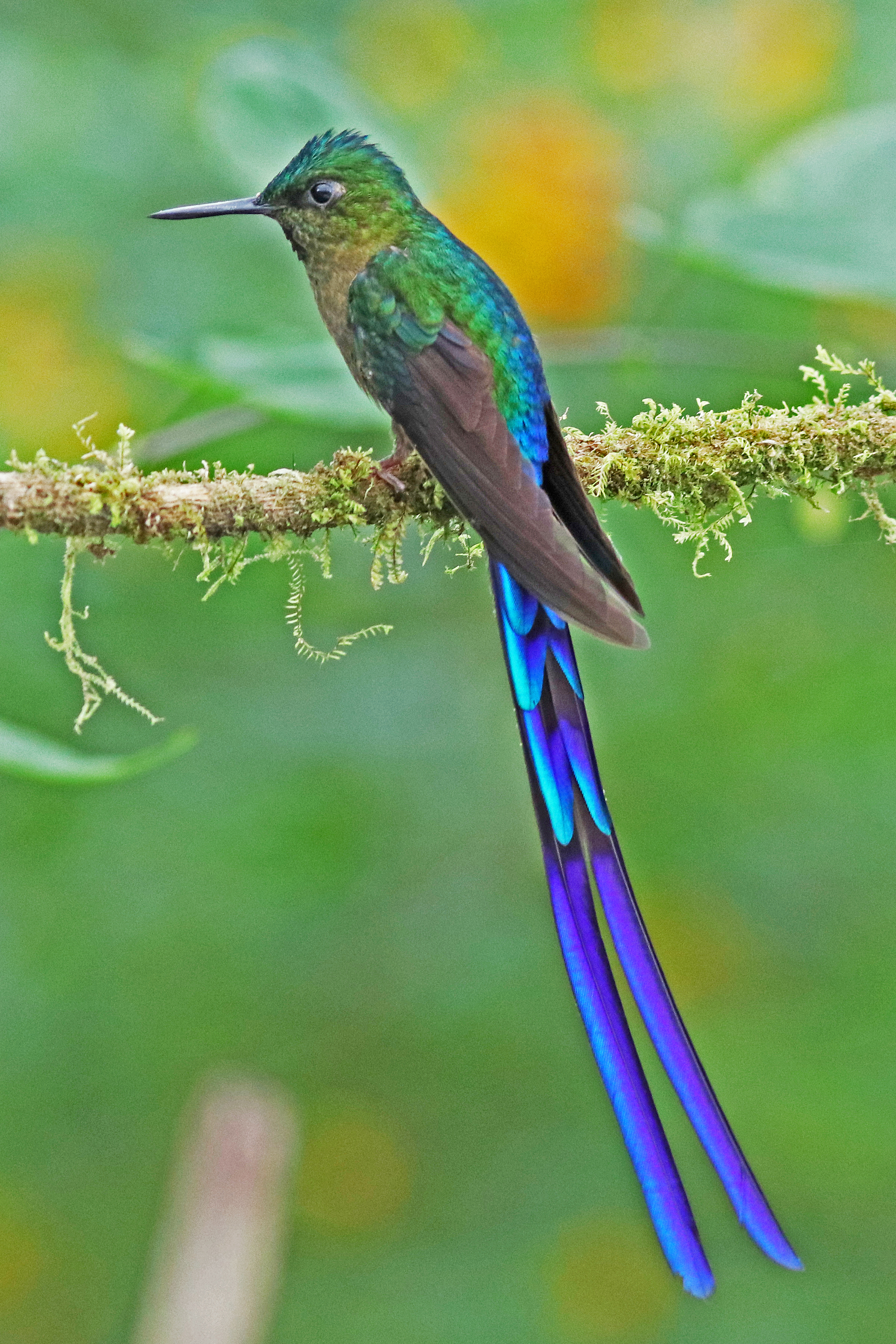
Самець довгохвостого колібрі-сильфа

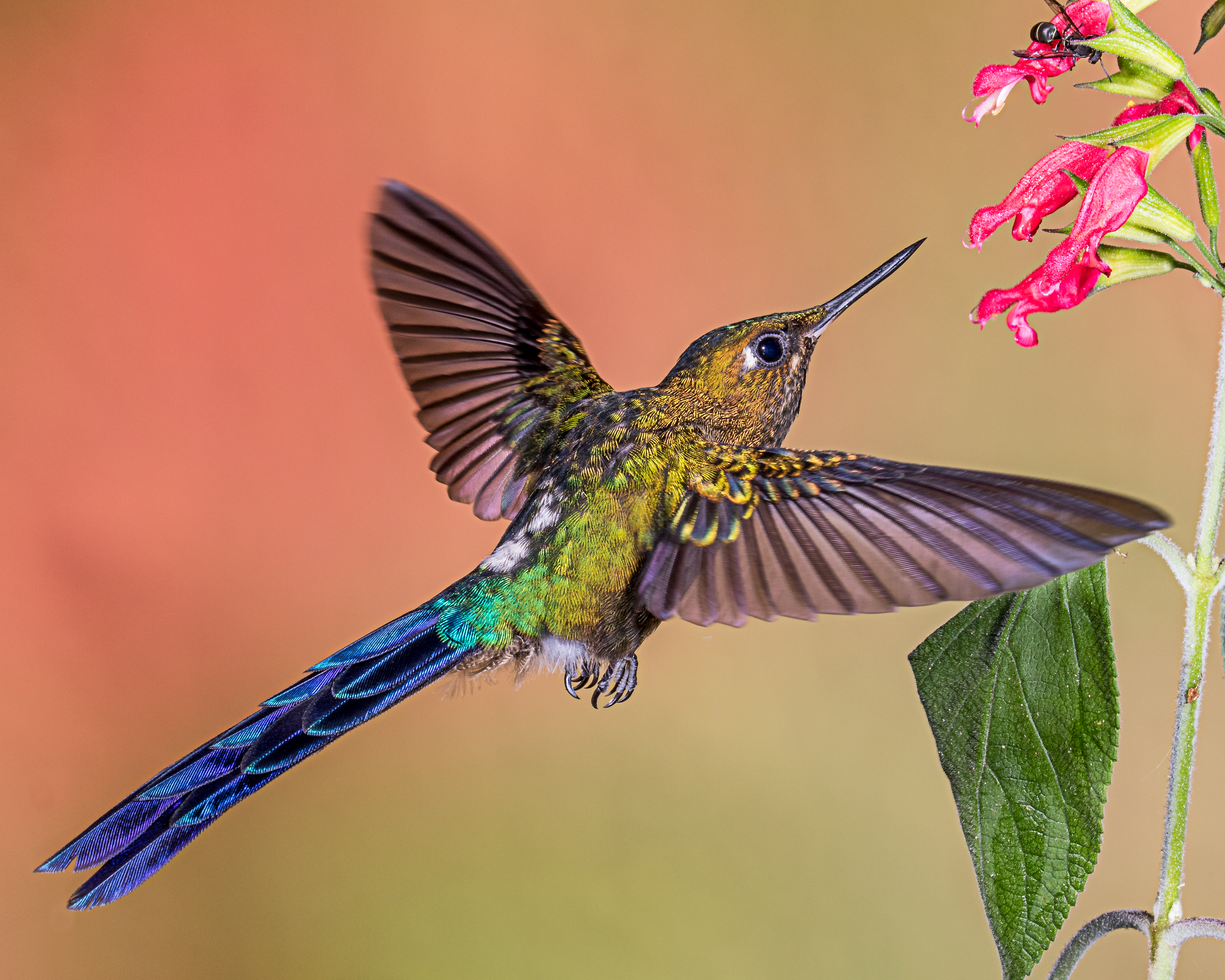
Самець довгохвостого колібрі-сильфа

Довжина самців становить 18-21 см, враховуючи видовжені крайні стернові пера, які досягають 10-15 см, довжина самиць становить 4,6-5,2 см, вага 4,6-5,2 г.
У самців тім'я і спина зелені, блискучі, надхвістя у них фіолетово-синє. За очима охристі плямки. На шиї фіолетово-синій комір. Нижня частина тіла зелена. Центральні стернові пера короткі, а крайні дуже видовжені, фіолетові з райдужним металевим відблиском і блакитними кінчиками. Дзьоб короткий, чорний.
У самиць тім'я синє, блискуче, за очими білувата плямка, решта верхньої частини тіла така ж, як у самців. Горло біле, поцятковане зеленими плямками, відділене білою смугою від рудувато-коричневої нижньої частини тіла. Хвіст короткий, не роздвоєний, синьо-зелений, крайні стернові пера мають білі кінчики. У молодих птахів верхня частина тіла тьмяно-зелена, нижня частина тіла охристо-зелена, пера на голові мають охристі краї. У самців підвиду A. c. aethereus горло зелене, у самиць горло легко плямисте.

## Підвиди
Виділяють два підвиди:
- A. c. coelestis (Gould, 1861) — західні схили Анд в Колумбії, північному і центральному Еквадорі;
- A. c. aethereus (Chapman, 1925) — західні схили Анд на південному заході Еквадору (Ель-Оро, Лоха).

## Поширення і екологія
Довгохвості колібрі-сильфи мешкають живуть у вологих гірських і хмарних тропічних лісах, на узліссях і на високогірних луках, порослих чагарниками і деревами. Зустрічаються на висоті від 900 до 2100 м над рівнем морю. Птахи здійснюють сезонні висотні міграції, реагуючи на цвітіння деяких видів рослин. На південному заході Колумбії вони домінують в період сухого сезону з січня по квітень, а під час сезону дощів їх замінюють королівські колібрі-сильфи.
Довгохвості колібрі-сильфи живляться нектаром квітучих дерев, чагарників і ліан, зокрема з родів Inga, Clusia і Bomarea та з родин вересових і бромелієвих, а також комахами, яких ловлять в польоті або збирають з листя. Вони шукають нектар, переміщуючись за певним маршрутом. Самці іноді захищають кормові території. Зазвичай птахи зависають в повітрі над квіткою, однак іноді чіплються за суцвіття лапами.
Сезон розмноження у довгохвостих колібрі-сильфів триває з жовтня по лютий. Гніздо куполодібне або кулеподібне з бічним входом, будується парою птахів, робиться з моху і павутиння, роміщується серед моху і епіфітів. В кладці 2 білих яйця. Інкубаційний період триває 15-17 днів, пташенята покидають гніздо через 26-30 днів після вилуплення.